# FIBA 3x3ワールドツアー
FIBA 3x3ワールドツアー（フィバ スリーエックススリー ワールドツアー、FIBA 3x3 World Tour）は国際バスケットボール連盟（FIBA）の主催で開催される3x3（3人制バスケットボール）のクラブチームの世界一を決定するツアー形式の国際大会。世界各地で行われるワールドツアー・マスターズと、マスターズの上位チームが参加して世界一を決定するワールドツアー・ファイナルで構成される。

## 概要
毎年7月頃から9月頃にかけてマスターズ7大会が実施され、各大会の優勝チームが10月に行われるファイナルへ進出する。ファイナルには、マスターズを勝ち抜いた7チームと、世界個人ランキング上位者が所属するFIBA指定チーム（5チーム）が出場。優勝したチームが世界一の3x3クラブチームとなる。

## 大会方式
マスターズ、ファイナルともに、12チームが参加し、2日間で開催。1日目の予選リーグは、12チームが4つのグループに分かれ、総当たりで戦う。各グループ上位2チームが2日目の決勝トーナメントに出場。勝ち上がり方式で優勝を争う。チーム名のエントリーは原則として都市名である。

## 結果
| 年   | 開催地         | 優勝                      | 準優勝                    | 3位                  | 脚注  |
| ---- | -------------- | ------------------------- | ------------------------- | -------------------- | ----- |
| 2012 | マイアミ       | サンフアン                | スプリト                  | エドモントン         | [ 2 ] |
| 2013 | イスタンブール | ブレゾヴィツァ            | ノヴィ・サド              | カラカス             | [ 2 ] |
| 2014 | 仙台           | ノヴィ・サド              | サスカトゥーン            | クラーニ             | [ 2 ] |
| 2015 | アブダビ       | ノヴィ・サド・アル=ワフダ | クラーニ                  | ニューヨークハーレム | [ 2 ] |
| 2016 | アブダビ       | リュブリャナ              | 浜松（AGLEYMINA.EXE）     | カグアス             | [ 2 ] |
| 2017 | 北京           | ゼムン                    | ノヴィ・サド・アル=ワフダ | ピラン               | [ 2 ] |
| 2018 | 北京           | ノヴィ・サド (3)          | リガ                      | アムステルダム       | [ 5 ] |
| 2019 | 宇都宮市       | ノヴィ・サド (4)          | プリンストン              | リガ                 | [ 6 ] |
| 2020 | ジェッダ       | リガ                      | リマン、ノヴィ・サド      | ウテナ               | [ 7 ] |
| 2021 | ジェッダ       | リマン、ノヴィ・サド（5） | ガガーリン                | アムステルダム       | [ 8 ] |
| 2022 | Abu Dhabi      | Ub Huishan NE             | Vienna                    | Amsterdam HiPro      | [ 9 ] |
| 2023 | ジェッダ       | Ub Huishan NE (2)         | Amsterdam HiPro           | Partizan Mozzart     |       |
| 2024 | Hong Kong      |                           |                           |                      |       |